# Helen Neville
Pour les articles homonymes, voir Neville.
Helen J. Neville, née le 20 mai 1946 à Vancouver (Colombie-Britannique) et morte le 12 octobre 2018 à Eugene (Oregon), est une psychologue et neuroscientifique américaine d'origine canadienne. Elle est professeure de psychologie de l'université de l'Oregon.

## Biographie
Helen Neville obtient son diplôme de psychologie à l'université de la Colombie-Britannique, un master à l'université Simon Fraser, et un doctorat en neuropsychologie à l'université Cornell, en soutenant en 1975 une thèse intitulée The development of cerebral specialization in normal and congenitally deaf children : an evoked potential and behavioral study. Elle fait un postdoctorat en neurosciences à l'université de Californie à San Diego. Elle est recrutée comme directrice du laboratoire de neuropsychologie à l'Institut Salk puis en tant que professeure au sein du département de sciences cognitives à l'UCSD, avant de rejoindre l'université de l'Oregon en 1995, où elle est professeure de psychologie et de neurosciences, directrice du laboratoire du développement du cerveau (Brain Development Lab) (1995-2016) et directrice du centre de neurosciences cognitives (1999-2016). 
À partir de 2016, elle est professeure émérite  et directrice honoraire du laboratoire.

## Activités de recherches et éditoriales
Ses recherches portent sur le développement du cerveau humain, notamment la spécialisation cérébrale, la plasticité neuronale du cerveau pendant l'enfance et à l'âge adulte, le rôle des contraintes biologiques et de l'expérience, et la neurolinguistique. Neville utilise des protocoles variés, y compris des mesures physiologiques et comportementales, des mesures électrophysiologiques (ERP), l'imagerie par résonance magnétique et l'imagerie par résonance magnétique fonctionnelle (IRMF), ainsi que les méthodes génétiques et épigénétiques. 
Neville a mis en évidence comment des fonctions cérébrales sont en partie fixe et en partie modifiables par l'expérience en fonction des périodes sensibles du développement durant lesquelles les apprentissages interviennent, en observant des enfants sourds, des enfants aveugles, des individues ayant appris une première ou second langue à différents âges, des enfants d'âge différents et sur des habiletés cognitives différentes.  
Ses derniers domaines de recherche incluent aussi les mécanismes neurologiques qui sous-tendent l'acquisition de grammaire chez les adultes, le contrôle attentionnel et la mémoire de travail chez les jeunes enfants.

## Publications (sélection)

### Articles scientifiques
- (en) Roeder, B. A., Teder-Sälejärvi, W., Sterr, A., Roesler, R., Hillyard, S. A. et Neville, H. J. (1999), « Improved auditory spatial tuning in blind humans », Nature 400:162-166.
- (en) Bavelier, D. et Neville, H. J. (2002), « Cross-modal plasticity: Where and how? » Nature Reviews Neuroscience 3:443-452[4].
- (en) Sanders, L. D., Newport, E. L. et Neville, H. J. (2002), « Segmenting nonsense: An event-related potential index of perceived onsets in continuous speech », Nature Neuroscience 5(7):700-703.
- (en) Newman, A. J., Bavelier, D., Corina, D., Jezzard, P. et Neville, H. J. (2002), « A critical period for right hemisphere recruitment in American Sign Language processing », Nature Neuroscience 5(1):76-80.
- (en) Batterink, L. & Neville, H. (2013), « The human brain processes syntax in the absence of conscious awareness », Journal of Neuroscience, 33, 8528-8533. PMCID: PMC3720232.

### Ouvrages
- Altered visual-evoked potentials in congenitally deaf adults, avec Albert Schmidt & Marta Kutas, Amsterdam, Elsevier Biomedical Press, 1983.
- Attention to central and peripheral visual space in a movement detection task : an event-related potential and behavioral study, avec Donald Lawson, Amsterdam, Elsevier Biomedical Press, 1987.
- (dir.) Acquisition of a Magnetic Resonance Imaging System for Research on the Neural Basis of Human Cognition, Oregon University, 2002

### Films scientifiques destinés au grand public
- Human Brain Development Nature and Nurture with Helen Neville[5]
- Changing Brains[6]

## Hommages et récompenses
- 2001 : membre de l'Association for Psychological Science
- 2012 : docteur honoris causa, université de Georgetown
- 2012 : Prix William James (en), Association for Psychological Science
- 2014 : Académie américaine des arts et des sciences